# Čumyš
Čumyš (rusky Чумыш) je řeka v Altajském kraji a v Kemerovské oblasti v Rusku. Je 644 km dlouhá. Povodí má rozlohu 23 900 km².

## Průběh toku
Vzniká v Salairském krjaži soutokem zdrojnic Kara Čumyš a Tom Čumyš. Na horním toku překonává mnohé peřeje. Ústí zprava do Obu, přičemž se nedaleko ústí rozděluje na dvě ramena.

## Vodní režim
Zdrojem vody jsou převážně sněhové srážky. Průměrný roční průtok vody ve vzdálenosti 74 km od ústí činí 146 m³/s. Zamrzá v první polovině listopadu a rozmrzá ve druhé polovině dubnu.

## Využití
Je splavná pro vodáky. Vodní doprava je možná do přístavu Zacharovo v délce 196 km.